# Вирфуріле (Арад)
Вирфуріле (рум. Vârfurile) — село у повіті Арад в Румунії. Адміністративний центр комуни Вирфуріле.
Село розташоване на відстані 347 км на північний захід від Бухареста, 94 км на схід від Арада, 97 км на південний захід від Клуж-Напоки, 117 км на північний схід від Тімішоари.

## Населення
За даними перепису населення 2002 року у селі проживала 881 особа. Рідною мовою 878 осіб (99,7%) назвали румунську.
Національний склад населення села:
| Національність | Кількість осіб | Відсоток |
| -------------- | -------------- | -------- |
| румуни         | 847            | 96,1%    |
| цигани         | 32             | 3,6%     |